# Eric Delaney
Eric Delaney (22 de mayo de 1924 – 14 de julio de 2011) fue un percusionista inglés y líder de banda (director musical), popular en los años 50 y principios de los 60.

## Carrera musical
Delaney nació en Acton, Londres. A los 16 años, ganó el premio Best Swing Drummer incorporándose más tarde al Bert Ambrose Octet con la colaboración de George Shearing al piano. De 1947 hasta 1954 actuó en la Geraldo Orchestra y ocupó el resto del tiempo trabajando en grabaciones de estudio y cine, televisión y radio. En 1954 formó su propia banda y más tarde firmó con el entonces nuevo sello discográfico Pye Records. Apareció tres veces en el Royal Variety Show, la primera de ellas en 1956.
Delaney se especializó en la música up-tempo Dance hall (a ritmo rápido), a menudo con tintes de rock n' roll pero sin perder la esencia del estilo de Geraldo y Joe Loss. Como a la mayoría de artistas similares de la época, su música perdió popularidad después de que The Beatles entraran en la escena musical. No obstante, siguió actuando por todo Reino Unido, especialmente en estaciones turísticas.
Fue un artista muy apreciado entre sus colegas musicales, entre ellos el considerado mejor baterista estadounidense Louie Bellson, con quien grabó en 1967 un álbum titulado "Repercusión". Lanzado originalmente en stereo de alta calidad por el sello Studio2Stereo, fue relanzado por el sello Vocation en 2011.
Aunque era más conocido como baterista de Jazz, Delaney fue multi-percusionista. Además de los tambores, tocaba el xilófono, el glockenspiel, los timbales, los tambores militares, las campanas tubulares, una variedad de gongs chinos y Tam Tams [cita requerida] y además incorporó muchas herramientas de uso diario como los cepillos o los silbatos en los espectáculos de sus últimos años. [cita requerida]

## Discografía

### Pye
The Eric Delaney Band
- N.15046 "Cockles and Mussels"/"Say Si Si" (04/56)

- N.15054 "Oranges and Lemons"/"Delaney's Delight" (07/56)

- N.15069 "Rockin' the Tymps"/"Ain't She Sweet" (09/56)

- N.15079 "Rock 'n' Roll King Cole"/"Time for Chimes" (02/57)

- 7N.15113 "Fanfare Jump"/"Jingle Bells" (11/57)

Eric Delaney's Big Beat Six
- 7N.15782 "Big Noise from Winnetka"/"Big Beat" (02/65)

### Parlophone
The Eric Delaney Band
- R4646 "Bass Drum Boogie"/"Let's Get Organised" (1960)

- R4753 "Drum Twist"/"Yes Indeed" (1961)

- R4876 "Washboard Blues Twist"/"Sing, Sing, Sing" (1962)

- R4925 "Manhattan Spiritual"/"Down Home" (1962)

Una lista más completa de los registros de Delaney (78 rpm en un disco compacto), incluyendo grabaciones Mercury anteriores junto con una filmografía provisional y videografía están en Sammons, Eddie (junio de 2010). The Magnificent Eric Delaney. Fastprint. ISBN 1-84426-825-X.

### Marble Arch
- The Big Beat of Eric Delaney – MAL 768 (distribuido por Pye Records Ltd 1968 (UK))